# Воскресенское (Калининский район)
Воскресе́нское — деревня в Калининском районе Тверской области. Относится к Эммаусскому сельскому поселению.
В 2008 году в деревне числятся 48 жителей.
Расположена в 24 км к юго-востоку от Твери на автодороге «Москва — Санкт-Петербург» М10 (E 105), между посёлком Эммаус (9 км) и селом Городня (5 км). Рядом (по шоссе в сторону Твери) деревня Голениха.
Деревня разделена федеральной трассой на две половины, сообщение между которыми затруднено.
Между Голенихой и Воскресенским запроектировано пересечение новой скоростной автомагистрали «Москва — Санкт-Петербург» с трассой М10 (начало Северного обхода Твери). В деревне планируется строительство заезда на эту платную дорогу (оплата проезда).
Население по переписи 2002 — 15 человек, 7 мужчин, 8 женщин.

## История
В Списке населенных мест 1859 года значится казённая деревня Воскресенская (24 версты от Твери, 18 дворов, 168 жителей).
Во второй половине XIX — начале XX века деревня в Кошелевском приходе Городенской волости Тверского уезда.
В 1930-х годах в составе Голениховского сельсовета Калининского района Калининской области.
В 1970-80-е годы жители деревни работали в ОПХ «Заветы Ленина».
В 1997 году — 9 хозяйств, 18 жителей.